# Der schlaue Urfin und seine Holzsoldaten
Der schlaue Urfin und seine Holzsoldaten ist ein Kinderbuch des russischen Schriftstellers Alexander Wolkow. 

## Details
Die Erzählung erschien 1963 unter dem Originaltitel „Урфин Джюс и его деревянные солдаты“ mit Illustrationen von Leonid Wladimirski. Dabei handelt es sich um den zweiten Band der Smaragdenstadt-Reihe, der in den osteuropäischen Ländern und besonders in der DDR zu den beliebtesten Kinderbüchern gehörte. Übersetzer der deutschen Fassung ist Lazar Steinmetz.

## Handlung
Der menschenscheue Tischler Urfin Juice lebt im Blauen Land der Käuer und wird von seinen Mitmenschen gemieden. Obwohl er ein geschickter Handwerker ist, liegt auf den von ihm hergestellten Geräten ein Fluch, da sie die Bewohner oft verletzen. Auch sein selbst hergestelltes Spielzeug findet bei den Kindern keinen Anklang, weil es ihnen Angst macht. Darüber verbittert Urfin immer mehr und wird zum Menschenfeind. Er baut sich ein Haus fernab von allen Menschen im Wald und tritt in den Dienst der bösen Hexe Gingema, für die er die Steuern eintreibt. Nach dem Tod der Hexe übernimmt er deren Eule Guamokolatokint.
Eines Tages fegt ein Sturm ein äußerst widerstandsfähiges Unkraut in Urfins Garten, das er nicht wieder loswird. Je mehr er es jätet, desto mehr wuchert es. Als er der Eule sein Leid klagt, rät diese ihm, das Unkraut mit den Wurzeln auszugraben, es zu zerhacken und auf Blechen in der Sonne trocknen zu lassen. Es entsteht ein braunes Pulver, das, wie Urfin bald merkt, tote Gegenstände zum Leben erwecken kann. In dem Tischler reift ein wagemutiger Plan. Er will eine Armee aus hölzernen Soldaten erschaffen, um mit ihrer Hilfe das Zauberland zu erobern. Schnell unterwirft er das Blaue Land der Käuer. Dann wendet er sich der vom Scheuch regierten Smaragdenstadt zu, die er aber nicht so leicht erobern kann, wie er gehofft hatte. Um sein Ziel trotzdem noch zu erreichen, wirft Urfin einen zum Leben erweckten Spielzeugclown über die Stadtmauer, der unzufriedene Bürger suchen soll. Einen solchen findet er in Ruf Bilan. Dieser öffnet Urfin das Stadttor und wird dafür zum obersten Zeremonienmeister ernannt. Kaum hat er die Smaragdenstadt erobert, schickt er mehrere seiner Holzsoldaten ins Violette Land, das vom Eisernen Holzfäller regiert wird. Auch dieses fällt schnell in Urfins Hand. Er will den Scheuch und den Eisernen Holzfäller dazu überreden, in seine Dienste zu treten, doch diese weigern sich. Zur Strafe lässt er sie in einen alten Turm vor der Stadt sperren.
Die beiden überlegen nun, was jetzt zu tun ist. Dann kommt ihnen die rettende Idee. Sie wollen Elli einen Brief nach Kansas schicken und um Hilfe bitten. Die Botschaft soll die Krähe Kaggi-Karr überbringen, die dem Scheuch einst geraten hatte, sich ein kluges Gehirn anzuschaffen. Der Krähe gelingt das Unmögliche und sie findet Ellis Familie, bei der zurzeit Onkel Charlie, ein einbeiniger Seemann, zu Gast ist. Ohne zu zögern, beschließen Elli und Onkel Charlie, den Freunden zu Hilfe zu kommen. Unter vielerlei Gefahren können sie die große Wüste und die Berge überwinden, die das Zauberland von der restlichen Welt trennen.
Mit Hilfe der Käuer gelingt es den beiden, das Blaue Land von den dort stationierten Holzsoldaten zu befreien. Sodann brechen Elli und Onkel Charlie zur Smaragdenstadt auf. Kaggi-Karr fliegt ihnen voraus, um den Scheuch und den Eisernen Holzfäller von deren Ankunft zu unterrichten. Der Scheuch erzählte dieses Geheimnis weiter, so dass Urfin sich auf ihre Ankunft vorbereiten kann. Er schickt seine hölzerne Polizeitruppe aus, die Ellis Ankunft melden soll.
Elli und Onkel Charlie bemerken jedoch rechtzeitig, dass der Weg zur Smaragdenstadt versperrt ist. Die Krähe erinnert sich an einen unterirdischen Gang dorthin. Elli und ihre Freunde folgen diesem Gang, der durch das Reich der unterirdischen Erzgräber führt, von denen sie mit Pfeilen beschossen werden. Sie können unbemerkt ihr Ziel erreichen, den Scheuch und den Eisernen Holzfäller befreien. Gemeinsam brechen sie nun ins Violette Land der Zwinkerer auf, wo sie die dort zurückgelassenen Holzsoldaten besiegen und eine eigene Armee aufstellen.
Urfin versucht in aller Eile seine Armee zu vergrößern, als ihm das Zauberpulver ausgeht. Mit seiner gesamten Armee marschiert er nun dem Heer der Zwinkerer entgegen. Die Hauptwaffe der Zwinkerer ist eine von Onkel Charlie gebaute Holzkanone. Diese schleudert Feuer auf die Holzsoldaten, die schon nach dem ersten Schuss die Flucht ergreifen. Urfin wird gefangen genommen, vor Gericht gestellt und verbannt. Auch die Verräter, die mit ihm zusammengearbeitet haben, werden bestraft. Nur Ruf Bilan kann sich durch Flucht einer Bestrafung entziehen. Die zuvor grimmig blickenden Holzsoldaten erhalten freundlich lächelnde Gesichter und werden zu fleißigen Arbeitern.

## Unterschiede zur amerikanischen Vorlage
Hält sich der erste Band der Smaragdenstadtreihe, Der Zauberer der Smaragdenstadt, noch eng an seine amerikanische Vorlage Der Zauberer von Oz, beschreitet Wolkow ab der Fortsetzung völlig eigene Wege. Zwar verwandte Wolkow auch bei den Folgebänden immer wieder einzelne Elemente von Baums zauberhaftem Land Oz, doch er brachte sie in eine völlig eigene Welt ein. Für den vorliegenden Band verwandte Wolkow z. B. das lebenspendende Zauberpulver, das bereits in den Oz-Romanen Im Reich des Zauberers Oz und Dorothy und das Patchwork-Mädchen eine Rolle spielte. Und furchterregende Gestalten aus Holz fand man bei Baum bereits in dem Roman Dorothy und der Zauberer in Oz. Im Großen und Ganzen überwiegen bei Wolkow jedoch die Eigenkreationen. Mit der Figur des Urfin Juice schuf er z. B. eine völlig eigenständige Figur, die in ihrer Popularität den Grundbestand des Figurenensembles um Elli, den Scheuch, den Eisernen Holzfäller und den tapferen Löwen bald übertraf.

## Hörspiele
Es gibt drei deutschsprachige Hörspielproduktionen zu diesem Buch:
- Der Krieg der Holzsoldaten, Regie: Maritta Hübner, Bearbeitung: Ernst Röhl, 50 Minuten, Rundfunk der DDR, 1975
- Urfin und seine Holzsoldaten, Regie: Dieter Scharfenberg, LITERA junior 1991, MC.
- Der schlaue Urfin und seine Holzsoldaten, Regie: Paul Hartmann, Deutsche Grammophon – Junior 1994, MC.

Eine Hörbuchversion erschien 2007:
- Der schlaue Urfin und seine Holzsoldaten, gelesen von Katharina Thalbach, Jumbo Neue Medien, 2 CD, ISBN 978-3-8337-1853-3